# Központi Statisztikai Hivatal Könyvtár
A Központi Statisztikai Hivatal Könyvtár országos szakkönyvtár, Európa egyik legrégebbi és legnagyobb statisztikai gyűjteménye.

## Története
A könyv- és térképtár a magyar statisztikai szolgálattal egyidejűleg, 1867-ben jött létre azzal a céllal, hogy elősegítse a statisztika tudományos színvonalú művelését. Bár Keleti Károly már 1869-ben azt javasolta, hogy az intézmény kötelespéldányként jusson hozzá az államtudományi és statisztikai művekhez, a gyarapodást elsősorban a külföldi cserekapcsolatok tették lehetővé. Findura Imre könyvtárnok három és fél évtizedes működésének első felében, 1871 és 1884 között az állomány 2054 könyvtári egységről 17239-re nőtt. Ezzel 1885-ben a statisztikai hivatalé volt az ország második legnagyobb hatósági könyvtára a képviselőházé mögött. (1896-ban már 66000 példányt számlált a gyűjtemény.) Az első nyomtatott katalógus megjelenésére 1885-ben, a másodikéra 1898-ban, a harmadikéra 1915-ben és 1919-ben, az ezekhez készült pótfüzetek kiadására pedig 1920-ban és 1934-ben került sor.
Míg az első évtizedekben a könyvtár kizárólag szakirodalmat, hivatalos statisztikai kiadványokat gyűjtött, az 1897. évi XXXV. törvény értelmében nyilvánossá, köteles példányok jogosultjává és kezelőjévé vált. Ettől kezdve ez a forrás jelentette a gyarapodás 50-60%-át. Az intézmény szűkös erőforrásai miatt azonban lassan haladt a feldolgozás, és a dokumentumok megóvása is nehézségekbe ütközött. 1929. március 22-én megerősítették a könyvtár kötelespéldány-jogát, hogy „második nemzeti könyvtárként” óvja a kulturális értékeket. A vallás- és közoktatásügyi miniszter 1935. január 19-én kelt rendelete a teljes kapott anyag feldolgozását és megőrzését előírta.
A könyvtár állományának második világháborús vesztesége tízezer kötetre rúgott. 1945. július 9-én nyílt meg újból az intézmény, amely a statisztikai hivatal 1949-es átszervezésekor ténylegesen is nyilvánossá vált. Ekkor jött létre az ötven férőhelyes olvasóterem. 1952-ben másodszor is megerősítették a könyvtár kötelespéldány-jogát. Kovacsics József vezetése alatt, 1956. január 1-jén vált a hivatal alá tartozó önálló költségvetésű, szervezetileg önálló intézménnyé. Dányi Dezső igazgatósága idején jött létre a történeti statisztikai kutatócsoport, indult meg a számítógépesítés és a könyvtár több sorozatának kiadása.
A KSH könyvtárát az 1997. évi CXL. törvény országos szakkönyvtárrá nyilvánította.
2010. szeptember 27-én ünnepélyes keretek között felavatták a könyvtár egykori munkatársáról, Bibó Istvánról elnevezett tizenötezer kötetes olvasótermet, amely 2013 szeptembere óta – életkortól függetlenül – minden európai uniós állampolgár számára lehetővé teszi a könyvkölcsönzést.

### Vezetői
- Findura Imre (1871–1904)
- Ferenczi Izsó (1904–1905)
- Korláth József (1905–1907?)
- Bud János (1907?)
- Podmaniczky Horác (1907–1909)
- Pogány Frigyes (1909?–1914)
- Edelényi Szabó Dénes (1914–1931)
- Elekes Dezső (1931–1936)
- Szabó Béla (1937?–1940)
- Gombás Géza (1940–1949)
- Kerekes Gézáné (1953–1955)
- Kovacsics József (1955–1959)
- Dányi Dezső (1960–1983)
- Csahók István (1983–2002)
- Nemes Erzsébet (2003–2013)
- Fülöp Ágnes (2013–2018)
- Rózsa Dávid (2018–2020)
- Kálmán Rita (2020–)

## Gyűjtőköre és gyűjteményei
A több mint 960 ezer dokumentumot őrző könyvtár a magyar statisztikai és demográfiai szakirodalmat teljes körűen, a külföldit (száz ország és a nagyobb nemzetközi szervezetek kiadványait) válogatva gyűjti. Gyűjtőkörébe tartoznak továbbá a fontosabb kézikönyvek és lexikonok, a közgazdasági, szociológiai és jogi tárgyú, a gazdasági és statisztikai vonatkozású, valamint – kötelespéldány-jogosultsága révén – a szépirodalmi munkák. Jelentős gyűjteményt őriz magyar és külföldi napi- és hetilapokból, folyóiratokból és időszaki kiadványokból, nagy magyar statisztikusok és a hivatal elnökeinek kézirataiból, térképekből, miniatűr és 1867 előtt kiadott, muzeális értékű művekből.
A könyvtár gépeiről elérhető nemzetközi adatbázisok: JSTOR Essential Collection, Springer Nature – SpringerLink, IMF eLibrary, OECD iLibrary, Statista.com, Oxford University Press (OUP) Journals, DSI International Statistical Yearbook 2019. A belföldi adatbázisok közül használhatók: Arcanum Digitális Tudománytár (ADT), Akadémiai Kiadó szótárai, Akadémiai Kiadó Magyar Elektronikus Referenciamű Szolgáltatás (MERSZ), L’Harmattan Digitális Adatbázis, Osiris Kiadó, Typotex Adatbázis, Magyar Életrajzi Kalauz, Cégtár Online (Opten), Jogkódex Prémium Online (HVG-Orac).

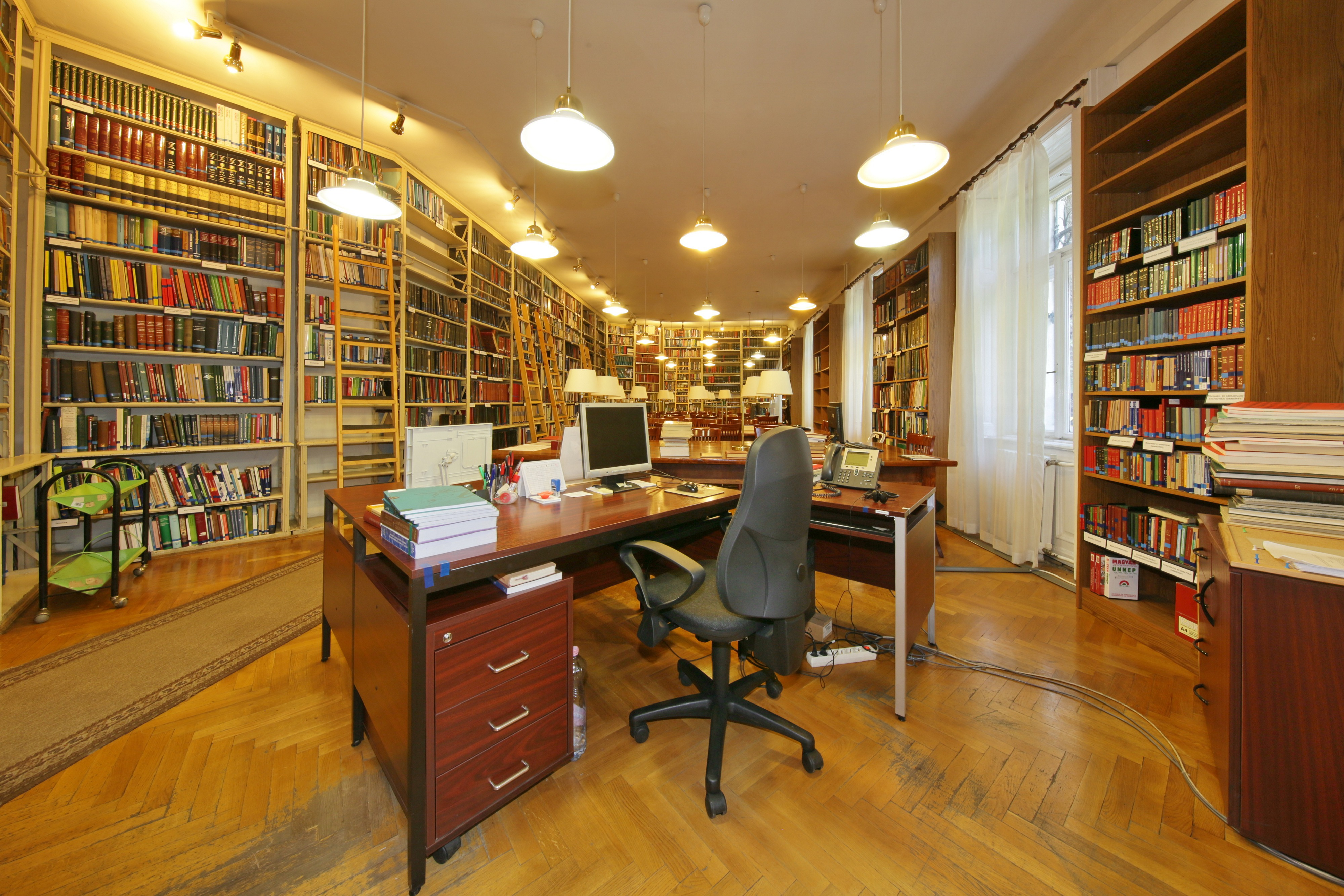
A KSH Könyvtár magyar nyelvű szakolvasója 1.
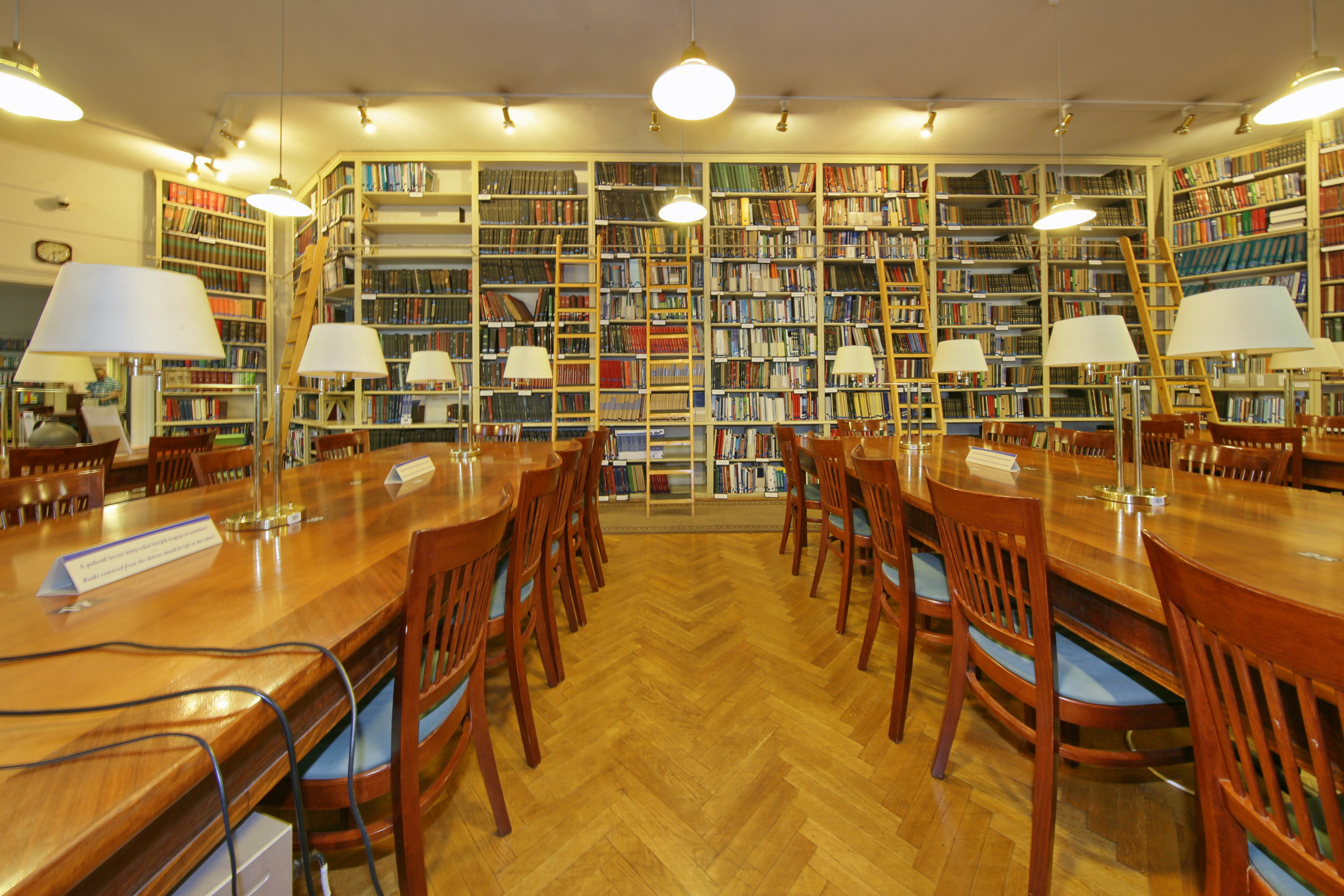
A KSH Könyvtár magyar nyelvű szakolvasója 2.
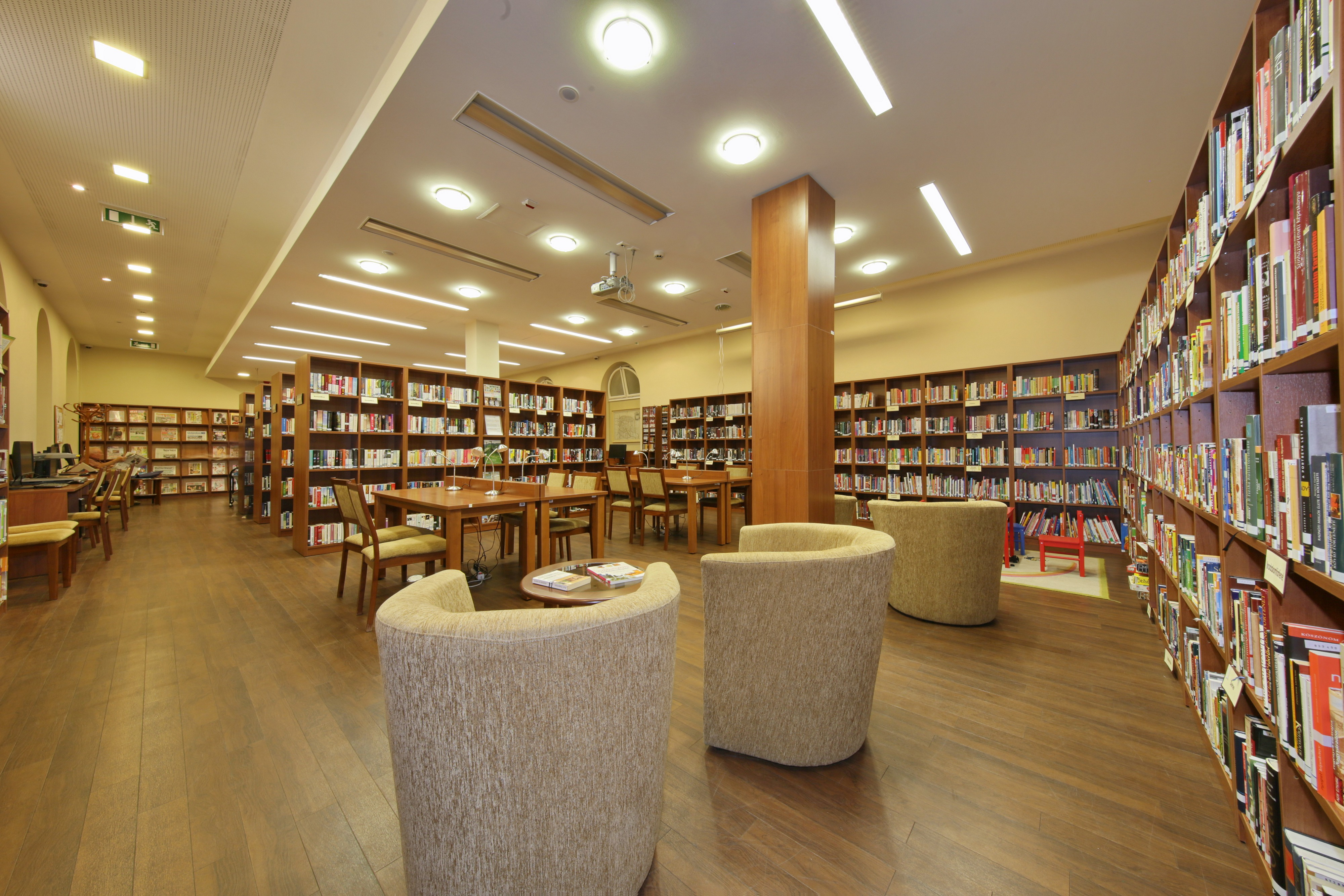
A KSH Könyvtár Bibó István terme 1.
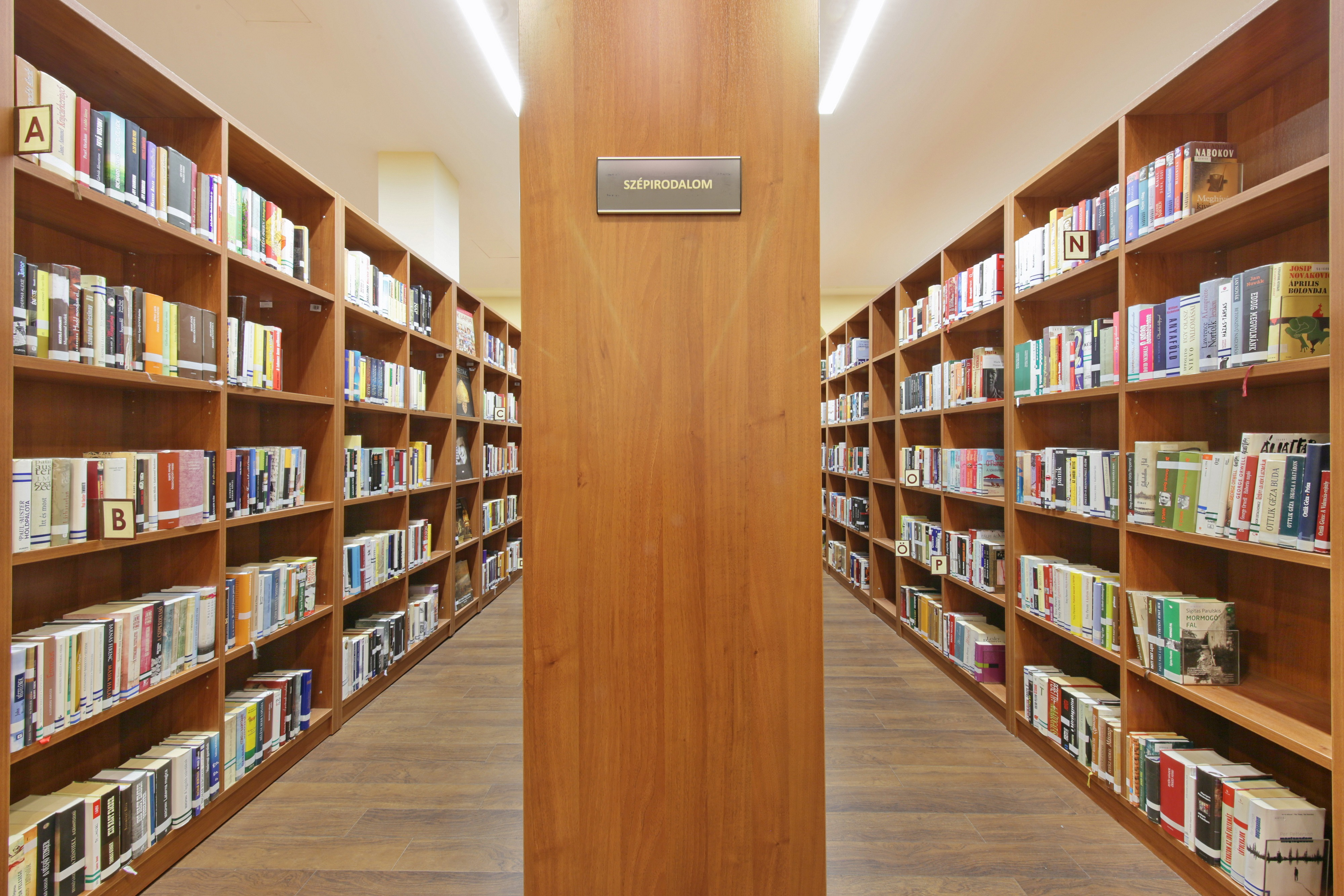
A KSH Könyvtár Bibó István terme 2.
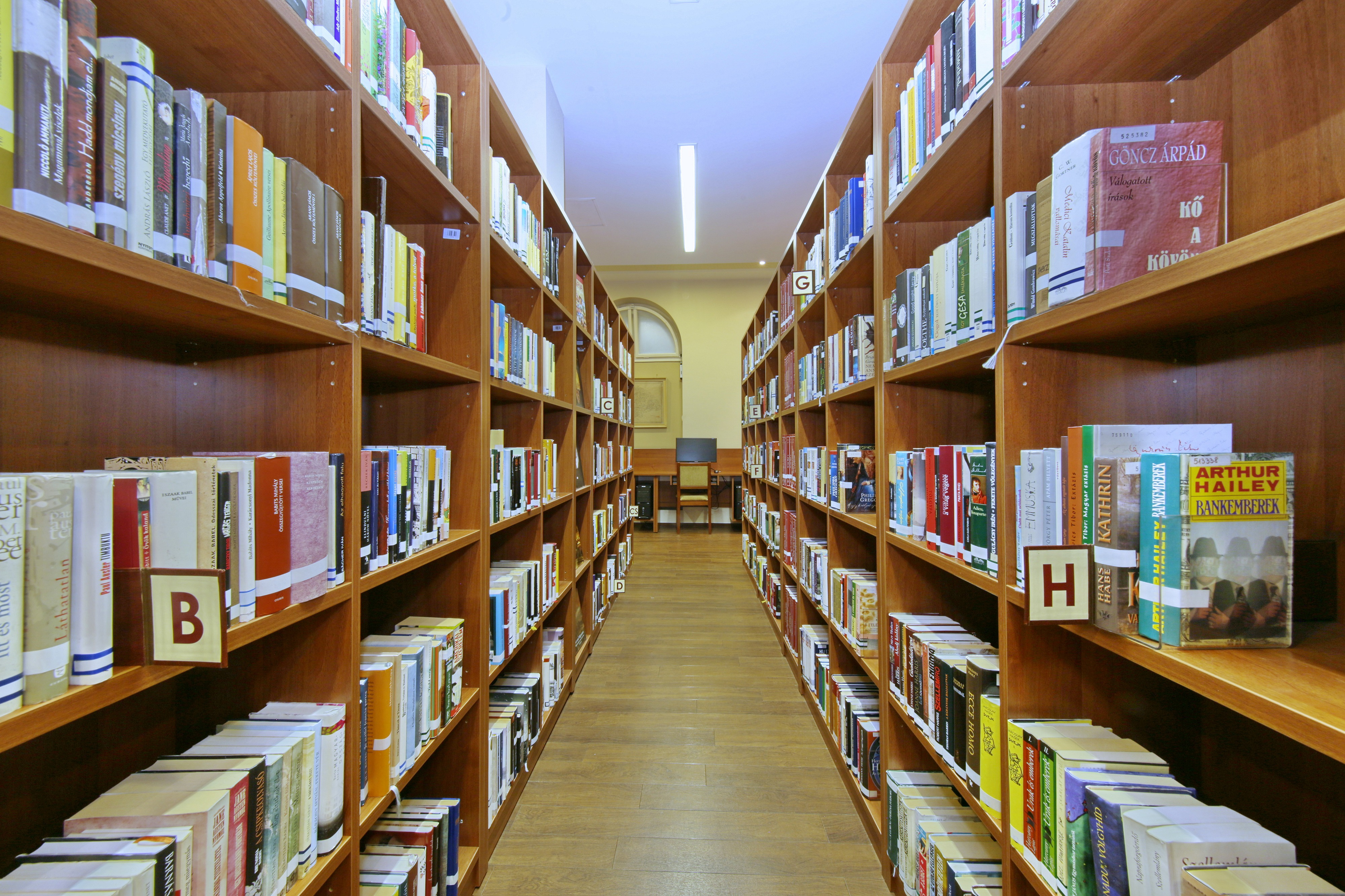
A KSH Könyvtár Bibó István terme 3.
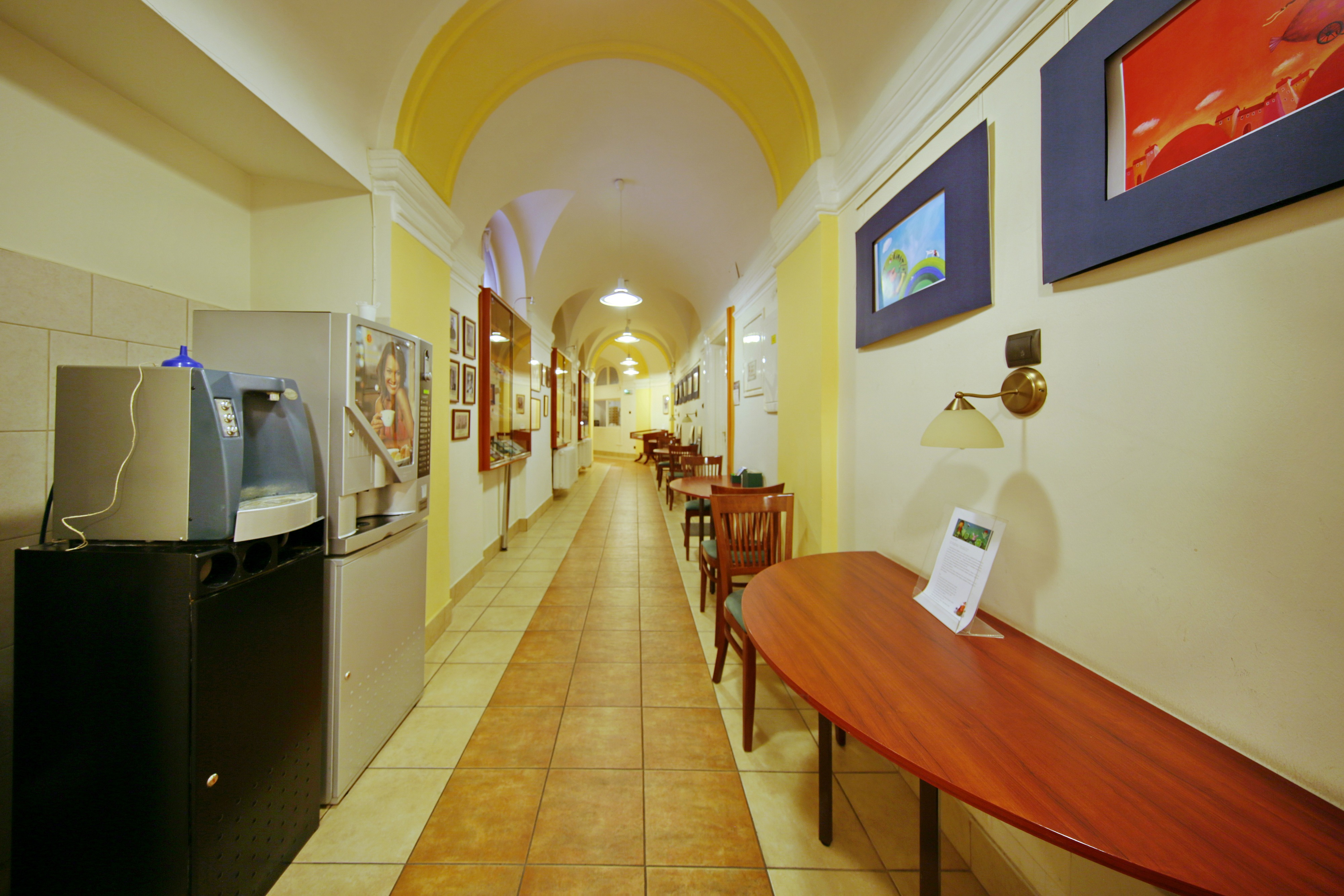
A KSH Könyvtár folyosója

## Kiadványai és saját fejlesztésű adatbázisai
A könyvtárban folyó, illetve az intézmény profiljához kapcsolódó kutatások eredményei több sorozatban látnak napvilágot. Fügedi Erik vezetésével 1972-ben kezdődött a Magyarország történeti helységnévtára című sorozat kiadásának előkészítése. Az első kötet 1987-ben látott napvilágot. 1985-től teszi közzé a könyvtár a statisztikai hivatal kiadványainak bibliográfiáját a Statisztikai adatforrások sorozatában. A Nagy magyar statisztikusok műveinek válogatott bibliográfiája 1988 óta jelenik meg. A történeti statisztikai munkákat a Számok és történelem című, 1973-ban indult és 2014-től folytatódó sorozat közli. Statisztikatörténettel foglalkozik a szintén 2014-es A statisztika történetei, amelynek első kötete a Portrék a magyar statisztika és népességtudomány történetéből című életrajzi lexikon. A már lezárt sorozatok közé tartozik a Történeti statisztikai tanulmányok (1975–2007) és a Történeti statisztikai füzetek (1978–2006).
A könyvtár 2015 óta saját szerkesztésű elektronikus referáló lapot is kiad Nemzetközi Statisztikai Figyelő címmel. A folyóirat a gazdaságstatisztika, a társadalomstatisztika és a demográfia friss külföldi szakirodalmából közöl ismertetéseket, absztraktfordításokat, illetve röviden bemutatja egy-egy ország statisztikai tájékoztatási tevékenységét.
A könyvtár által fejlesztett Magyar társadalomtudományi hivatkozások adatbázisa (Mathias) 2012 augusztusa óta működik. Évtizedekre visszamenően szolgáltatja a Demográfia, a Gazdaság és Statisztika, a Statisztikai Szemle és a Területi Statisztika magyar vonatkozású tudományos hivatkozásait.
Az online elérhető Fényes Elek-tudásbázis a statisztikatörténet iránt érdeklődők számára kínál értékes dokumentumokat (kiemelkedő fontosságú iratokat, digitalizált életműveket, személyi bibliográfiákat), míg a Statisztikai tudásbázis Archiválva 2021. március 9-i dátummal a Wayback Machine-ben a régi statisztikai évkönyvek és helységnévtárak és egyéb statisztikai kiadványok anyagát teszi elérhetővé. A Népszámlálási digitális adattár (Néda) a 18. és a 20. század vége között megtartott magyarországi népszámlálások és mikrocenzusok (kis népszámlálások) összesen 362 kötetét teszi közzé több mint 128 ezer oldalon. A gyűjtemény a teljesség igénye nélkül tartalmaz néhány, a külföldi népszámlálások anyagából a KSH által készített összeállítást.